# Microsoft Azure
A Microsoft Azure (korábban Windows Azure, még korábban Windows Cloud, más források szerint Windows Strata) a Microsoft cloud computing platformja és infrastruktúrája, melynek segítségével alkalmazásokat lehet készíteni, telepíteni és futtatni a Microsoft által felügyelt adatközpontokon.
A korábbiakban a „Cloud” (magyarul felhő) név az úgynevezett „cloud computing” (vagyis számítási felhő) kifejezésre utal, melynek lényege, hogy az egyes alkalmazások nem a helyi munkaállomáson, hanem egy internetes szolgáltatás keretein belül valamilyen távoli kiszolgálón futnak. A fejlesztők a platformra gyakorlatilag tetszőleges, a Visual Studio környezet által támogatott .NET-alapú nyelven elkészíthetik alkalmazásaikat, amelyek feltöltéséhez, menedzseléséhez és frissítéséhez szintén magas szintű, könnyen kezelhető eszközöket biztosít az Azure.
A rendszert a Microsoft vezérigazgatója, Steve Ballmer jelentette be egy 2008. október eleji konferencián, ahol célzott a konkurens Google hasonló jellegű Google Documents, illetve Google Calendar szolgáltatásaira (valamint a többi Google Web Toolkit alapú, főleg irodai alkalmazásokra):
| „               | …egy internetközpontú, az összekapcsolt rendszerekre koncentráló technológia lesz, mely igyekszik felszámolni a helyi gépeken futó alkalmazások és az operációs rendszer közötti elvi különbséget, s a függőségek megszüntetését vették célba. A virtualizációs technológiák eredményeit felhasználva egy olyan rendszer kidolgozásán fáradoznak, mely a minimálisra igyekszik redukálni a felhasználó gépén futó operációs rendszer, illetve alkalmazások szükségességét, vagyis egyre nagyobb mértékben a hálózat biztosítaná ezek lehetőségeit az egyedi PC-k számára. | ” |
| – Steve Ballmer | |   |

## Szolgáltatásai
A több, mint 600 féle szolgáltatás közül néhány:
- Számítások
- Mobil szolgáltatások
- Tárolás
- Adatmenedzsment
- Üzenetküldés
- Média szolgáltatások
- CDN
- Fejlesztői eszközök
- Menedzsment
- Gépi tanulás